# ステュディオ・ダ・ルチザン
ステュディオ・ダ・ルチザン（Studio D'Artisan）は、デニムの聖地とされる岡山県倉敷市児島発の老舗アメリカンカジュアルウェアブランド。

## 概要
1979年創業。ブランド名の“Studio D'Artisan”とは“職人工房”という意味。ブタのキャラクターとレプリカジーンズの先駆者として知られる。1980年代初頭、日本のジーンズマーケットはケミカルウォッシュなどの加工を施したジーンズが主流となっていった。そんな時代にもかかわらず、本藍カセ染めのセルビッチデニム、打ち抜きリベット、バックシンチ等、ヴィンテージジーンズといわれるスタイルで勝負し続けてきたブランド。SD-D01は1986年のデビュー以来、ステュディオ・ダ・ルチザンが守り続けた不変のモデルである。また、シンボルキャラクターのブタがプリントされた、パロディものの衣類も製作している。

## 2匹のブタ
ジーンズのパッチにも刻印されており、ステュディオ・ダ・ルチザンのトレードマークともされる、2匹のブタがジーンズを引っ張っているデザイン（リーバイスのパロディ）について。2009年、30周年記念Tシャツ企画にて、2匹のブタのキャラクターの名前を募集したところ、「CLIPPER（クリッパー）」と「INDY（インディ）」という名前に決定した。目が×印で、パンツにボタンが2つ付いている方がクリッパーである。クリッパーの好物はナッツ、インディの好物はコーンという設定までされている。